# پویانمایی فلش
پویانمایی ادوبی فلش (به انگلیسی: Flash animation) (پیش‌تر با نام پویانمایی ماکرومدیا فلش یا پویانمایی فیوچراسپلش شناخته می‌شد) به انیمیشنی گفته می‌شود که با پلت‌فرم ادوبی انیمیت (که قبلا فلش پروفشنال نام داشت) یا نرم‌افزار مشابه به آن ایجاد می‌شود و اغلب در فایل فرمت SWF توزیع می‌شود.